# Abdelrahman Abdelgawad
Abdelrahman Ourabi Abdelgawad est un boxeur égyptien né le 9 octobre 1987 à Al Fayoum. 

## Carrière
Sa carrière amateur est principalement marquée par une médaille d'or remportée aux Jeux africains de Rabat en 2019 dans la catégorie des poids mi-lourds.

## Palmarès

### Championnats d'Afrique de boxe amateur
- Médaille de bronze en -80 kg en 2022 à Maputo, Mozambique

### Jeux africains
- Médaille d'or en -81 kg en 2019 à Rabat, Maroc
- Médaille d'argent en -81 kg en 2015 à Brazzaville, République du Congo

### Jeux méditerranéens
- Médaille d'or en -81 kg en 2018 à Tarragone, Espagne

### Jeux mondiaux militaires
- Médaille d'argent en -81 kg en 2019 à Wuhan, Chine